# إد غريفز
إد غريفز (بالإنجليزية: Ed Graves)‏ هو مخرج فني أمريكي، ولد في 24 فبراير 1917 في الولايات المتحدة، وتوفي في 17 فبراير 1980 في ثاوزند أوكس في الولايات المتحدة.

## وصلات خارجية
- إد غريفز على موقع IMDb (الإنجليزية)
- إد غريفز على موقع قاعدة بيانات الفيلم (الإنجليزية)